# Andrei Saharov
Andrei Dmitrievici Saharov, în grafie rusă Андрей Дмитриевич Сахаров, (n. 21 mai 1921, Moscova, Gubernia Moscova⁠(d), RSFS Rusă – d. 14 decembrie 1989, Moscova, RSFS Rusă, URSS) a fost un fizician, membru al Academiei de științe a URSS, de 3 ori Erou al Muncii Socialiste, Laureat al premiilor Lenin și Stalin (anulate de autorități în 1980),  Laureat al Premiului Nobel pentru Pace, disident și militant pentru drepturile omului.

## Biografia
S-a născut în familia părinților Dmitrii Ivanovici Saharov, profesor de fizică, fiu de avocat, și Ecaterina Alexeevna Saharova, născută Sofiano, de origine grecească. 
A absolvit catedra de acustică a facultății de fizică a Universității din Moscova în anul 1942. Este renumit pentru faptul că nu a fost membru ULCT. După absolvire s-a specializat în fizica nucleară sub conducerea șefului secției teoretice a Institutului de fizică al Academiei de științe a URSS Igor Tamm, începând din anul 1945. Teza de candidat în științe, în care se examinau generația pionilor la ciocnirile nucleelor și măsurarea optică a temperaturii descărcărilor electrice a finalizat-o în anul 1947. Între timp a început să predea fizica la Institutul energetic din Moscova. 
În anul 1948 Igor Tamm l-a inclus în grupul creat pentru construirea bombei cu hidrogen. A contribuit masiv la construcția bombei cu hidrogen sovietice, testate la 12 august 1953.
Împreună cu academicianul Tamm, lucrează la instalația Tokamak, menită a conduce la controlul reacțiilor termonucleare.
A mai făcut cercetări privind radiația cosmică.
Din căsătoria cu Klavdia Alexeevna Vihireva (1943), în anul 1949 i s-a născut prima fiică Liuba, iar în anul 1959 - fiul Dimitrie. 
După deconspirarea de către Hrușciov a monstruozităților staliniste la Congresul XX al PCUS, a conștientizat responsabilitatea omului de știință întru asigurarea păcii, a militat pentru limitarea testării armelor nucleare atmosferice. În anul 1968 a publicat lucrarea "Considerații asupra progresului, coexistenței pașnice și libertății intelectuale", după care a fost înlăturat de la cercetările secrete. 
A protestat împotriva trimiterii tancurilor sovietice împotriva Primăverii de la Praga (21 august 1968).
În anul 1969 a încetat din viață soția sa  Klavdia Alexeevna. 
În anul 1969 Igor Tamm, bătrân și bolnav, l-a invitat pe Saharov să revină la Institutul de fizică a Academiei de Științe. 
În 1970 a fost cofondator al Comitetului pentru Drepturile Omului de la Moscova.
În anul 1971 s-a căsătorit cu Elena Bonner, cunoscută militantă civică, una dintre participantele dizidenței sovietice. Autoritatea crescândă a lui Saharov l-a transformat în liderul dizidenței sovietice. Saharov demonstra că doar o societate deschisă și de drept poate să asigure încrederea între statele lumii.
Occidentul a apreciat în mod deosebit eseul său My Country and the World.
În 1975 i se acordă Premiul Nobel pentru Pace, fiind prezentă la festivitate doar Elena Bonner.
Protestând împotriva invaziei sovietice din Afganistan, din 1980, este exilat de către liderul sovietic Brejnev la Nijni Novgorod (atunci Gorki), cu domiciliu forțat.
În anul 1984 a fost exilată și soția Elena Bonner. 
A fost eliberat în decembrie 1986, la venirea la putere a noului lider Mihail Sergheevici Gorbaciov, după mai multe greve ale foamei și încercările autorităților de a-l hrăni forțat.
A revenit la Moscova și s-a încadrat din nou în activitatea științifică și politică, devenind liderul așa numit grup interregional, simpatizat de Boris Elțîn. 
A fost ales în noul Parlament, susținând abolirea art. 6 al Constituției sovietice privind rolul conducător al Partidului Comunist.
A decedat la 14 decembrie 1989, în timpul lucrărilor Congresului II al deputaților poporului, în urma unui atac de cord.

## Creația științifică
Saharov a elaborat câteva idei fundamentale în domeniul reacțiilor nucleare de sinteză dirijate: reactorul magnetic (1950), sau tokamak-ul (în colaborare cu Tamm), cataliza muonică ale reacțiilor de sinteză (1948), folosirea radiațiilor laser pentru încălzirea deuteriului. În același an Saharov a sugerat ideea creării câmpurilor magnetice supraintense cu folosirea energiei exploziilor. Tot lui Saharov îi aparține ideea (încă neverificată experimental) preîntâmpinării ravagiilor cutremurelor prin fărâmițarea rocilor tari din focarul  cutremurului cu microexplozii nucleare. 
În anul 1953 i-a fost decernat gradul științific de doctor, iar după încercarea cu succes a bombei cu hidrogen a fost ales academician. Printre colaboratorii apropiați ai lui Saharov în această perioadă au fost Igor Tamm, Yakov Borisovici Zeldovici, Iuliu Borisovici Hariton. 
În anul 1965 a publicat prima lucrare serioasă în domeniul cosmologiei, în care a explicat formarea stelelor, galaxiilor prin fluctuațiile cuantice ale câmpului gravitațional. În anul 1967 Saharov emite o idee foarte interesantă despre elasticitatea Universului, care a condus la gravitația indusă. În același an Saharov a emis idea explicării asimetriei materie-antimaterie în Univers, sau, vorbind mai simplu, dacă ecuațiile câmpului cuantic Klein-Gordon și Dirac sunt absolut simetrice în ceea ce privește materia și antimateria, de ce Universul nostru este totuși compus din materie și nu din antimaterie? Saharov a explicat, că la stadiile incipiente de evoluție a universului, atunci când Universul era în expansiune, aveau loc procese de deteriorare a simetriei CP (de sarcină și paritate), sau, cu alte cuvinte nu se realiza conservarea sarcinii barionice. 
În anul 1986 a studiat relația dintre numărul particulelor elementare în Univers și găurile negre de origine primordială.
Deși aparține școlii  științifice a lui Igor Tamm și Leonid Mandelștamm, Saharov se distinge printre fizicienii ruși prin gândire prodigioasă, independentă  și absolut originală. În anii sovietici unele  dintre ideile sale științifice erau atribuite altor oameni de știință din considerente de conspirație sau răzbunare pentru dizidență politică.

## Selecțiuni din operă
- Thoughts on progress, peaceful coexistence, and intellectual freedom

Published/Created: Petersham (Surrey), Foreign Affairs Publ. Co. [1968]
- Progresso, coesistenza e libertà intellettuale.

Published/Created: Milano, ETAS Kompass, 1968. 
- Nauchnye trudy / A.D. Sakharov; [colegiul de redacție: B.L. Altshuler ... et al.]. Published/Created: Moskva : TSentrKom, 1995.
- Andrei Sakharov and peace / edited by Edward D. Lozansky. Published/Created: New York : Avon, 1985.
- Vospominaniia : v dvukh tomakh / Andreĭ Sakharov. Published/Created: Moskva : Izd-vo "Prava cheloveka", 1996.
- Trevoga i nadezhda : stat'i, pis'ma, vystupleniia, interviu : [sobranie sochineniĭ] / A.D. Sakharov ; [sostaviteli Elena Bonnėr].

Published/Created: Moskva : Vremia, 2006.
- Biblioteca Națională a României
- Biblioteca Națională a Republicii Moldova[nefuncțională]
- Saharov la biblioteca Congresului SUA
- ADS NASA

## Filatelie
În 1991, cu ocazia împlinirii a 70 de ani de la nașterea lui Andrei Saharov, serviciile poștale ale Uniunii Sovietice au emis o marcă poștală cu valoarea nominală de 15 copeici.

## Scrieri despre
- E.L. Feinberg, V.I. Ritus, Yu. A. Romanov, I.N. Golovin, V.L. Shafranov, V.I. Korogodin, A.I. Pavlovskii, S.S. Gershtein, L. I. Ponomarev, A.D. Linde, S.L. Adler, B.L. Altshuler, P.L. Kapița, V.V. Zhurkin, S.V. Kovalev, L.A. Shelepin, M.K. Mamardashvili, B.A. Topornin, D.A.Kirzhnits, A.M. Yaglom, I.S. Shklovskii,  B.M. Bolotovskii, L.B. Okun,  M.Yu. Khlopov, A.V. Gaponov-Grekhov, G.A. Askar'an. Revista "Priroda", N.8, 1990.
- Ion Hadârcă. Saharov: Exodul și cântecul de lebădă al umanității moderne. Clipa siderală. Serie nouă, Anul.XI, nr.3, 2006
- Colectiv de autori:

(V.S. Bodiașkin, Alesi Adamovici,V.Iadvorjețkii,S.A. Kovalev,Yu. A. Karabcievskii,D.G.Yurasov, A.E. Șabad, Yu.A.Marcenkov; Bela Hasanovna Coval,Yu.  Fedorov, Yu.G.  Mal'kov,Boris L.Altșuler, Boris E. Nemțov, A.V. Gaponov-Grehov, M.L. Levin,D.A. Kirjniț,D.S. Cernavskii,V.I. Bahmin,V.V. Borșciov,A. A. Lopatina, T.M. Velikanova, Lev Timofeev, V.E. Costîleva, B.M. Bolotovskii, A.P. Lavut, G.P. Runov, A. Klementiev, S. Dmitrievskii, E. Evtușenco, V.Lapîrin, M. Volkenștein, R.I. Pimenov, A. Ivanov, N.N. Raikovskaia,O. Moroz), Andrei Dmitrievici. Amintiri despre Saharov. Moscova, Ed. Terra, Knijnoe obozrenie, 1990,  368 pp. (în rusă, Prefață de Tatiana Ivanova).
- Despre Saharov la Biblioteca Națională a României